# Bánh táo
Bánh táo (tiếng Anh: apple pie) là một loại bánh pie với thành phần chính là táo tây. Món này đôi khi được dùng kèm kem lạnh, kem tươi hoặc pho mát Cheddar phủ lên trên.
Bánh táo được người Anh, Hà Lan và Thụy Điển đưa vào Mỹ từ khoảng thế kỷ 17 - 18, khi Mỹ còn là một thuộc địa của Anh. Qua thời gian, bánh táo dần phổ biến và trở thành một biểu tượng trong văn hóa Mỹ. Người ta có câu "as American as apple pie" để chỉ một sự vật, con người có những tính chất đặc trưng của Mỹ.
Ngày nay món bánh táo hiện đại thường có đường kính khoảng 9 inch (~23 cm). Thành phần bánh có táo, vài miếng quế cắt nhỏ, nhục đậu khấu và nước chanh. Theo một khảo sát, có khoảng 19% người Mỹ được hỏi ưa chuộng bánh táo, con số này với bánh bí ngô là 13%, với bánh hồ đào pêcan là 12%.

## Hình ảnh

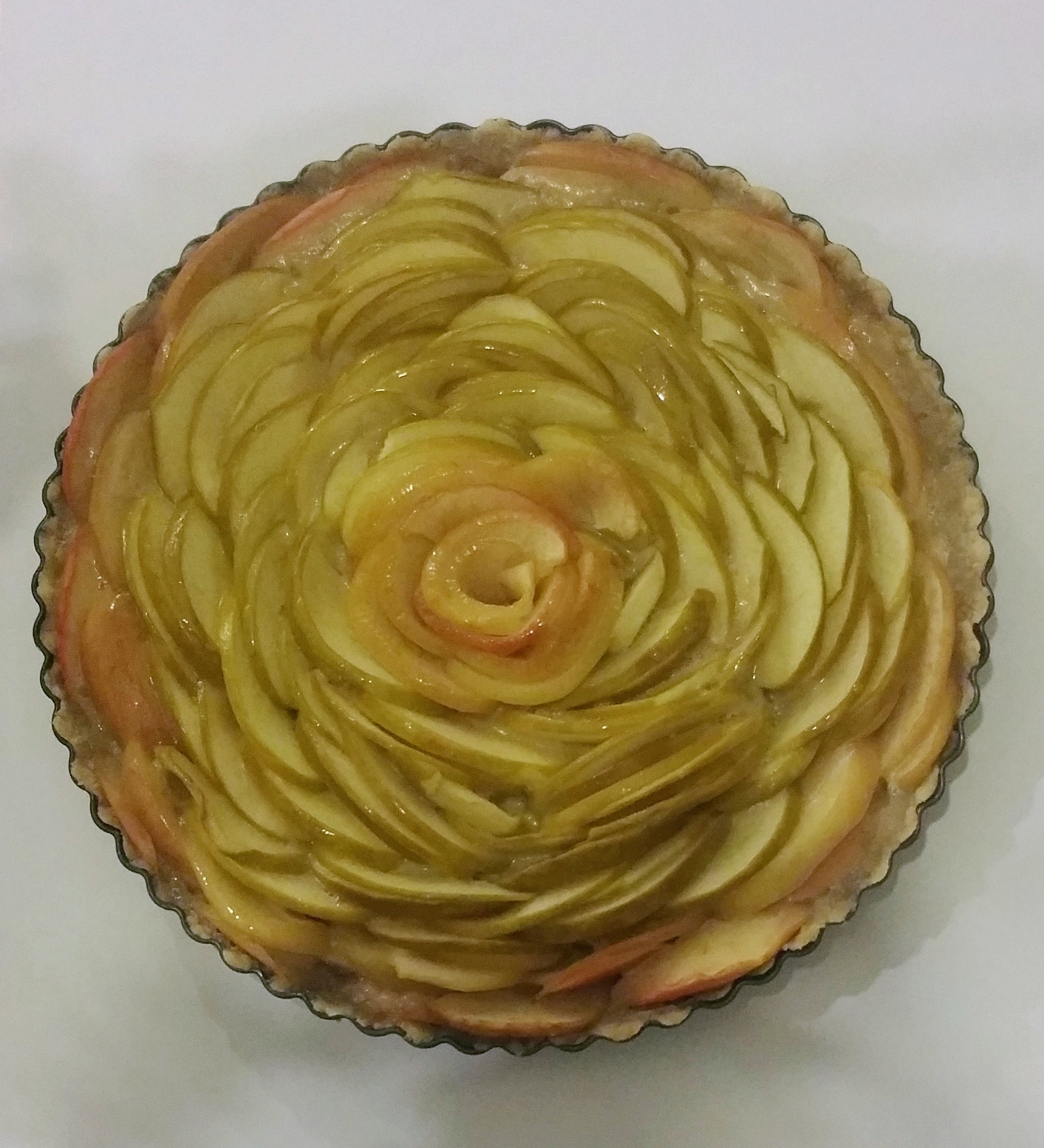
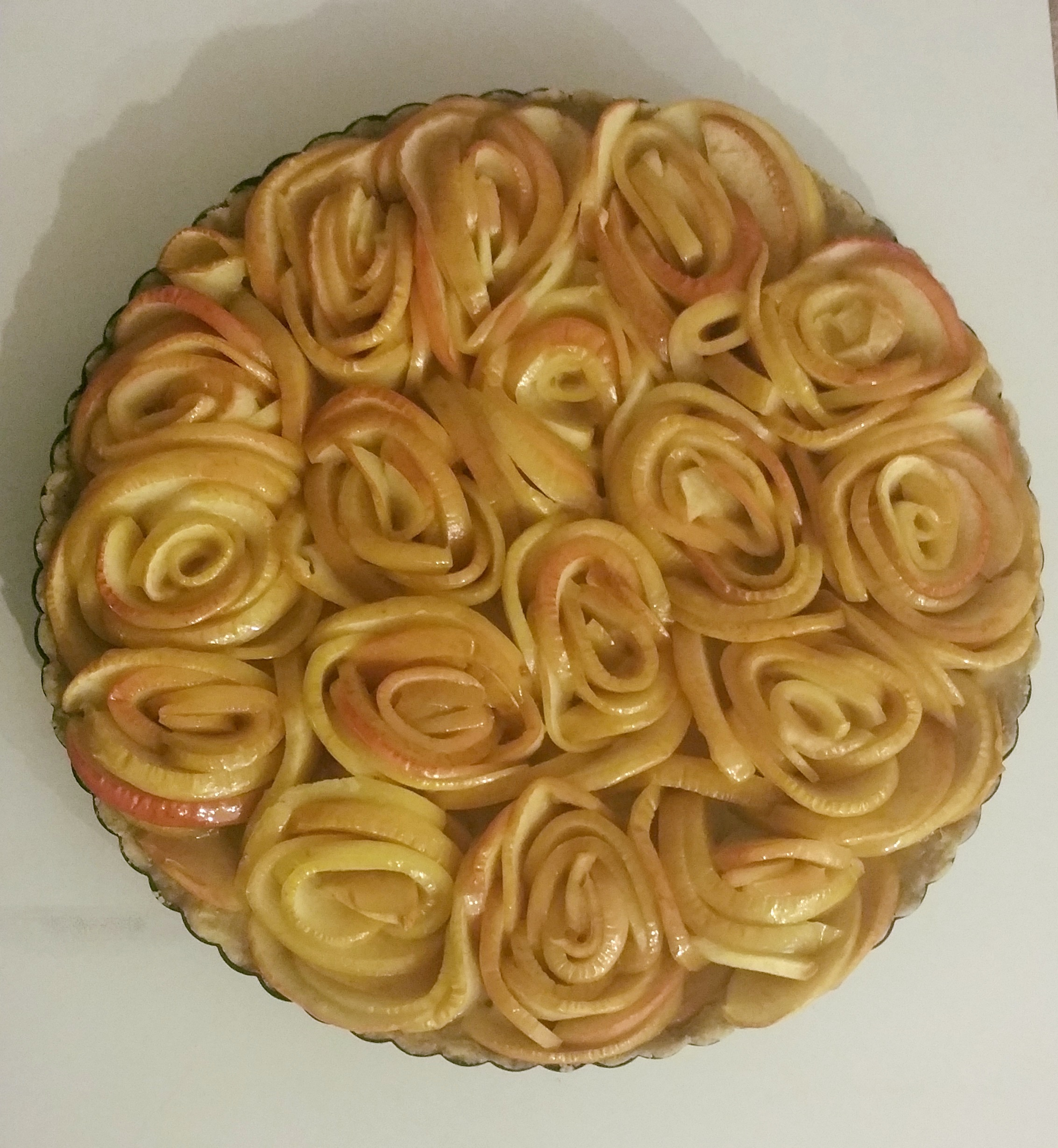
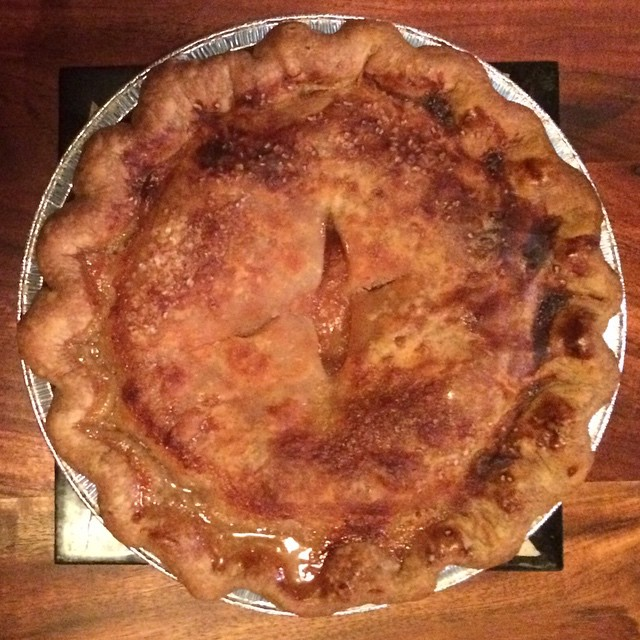
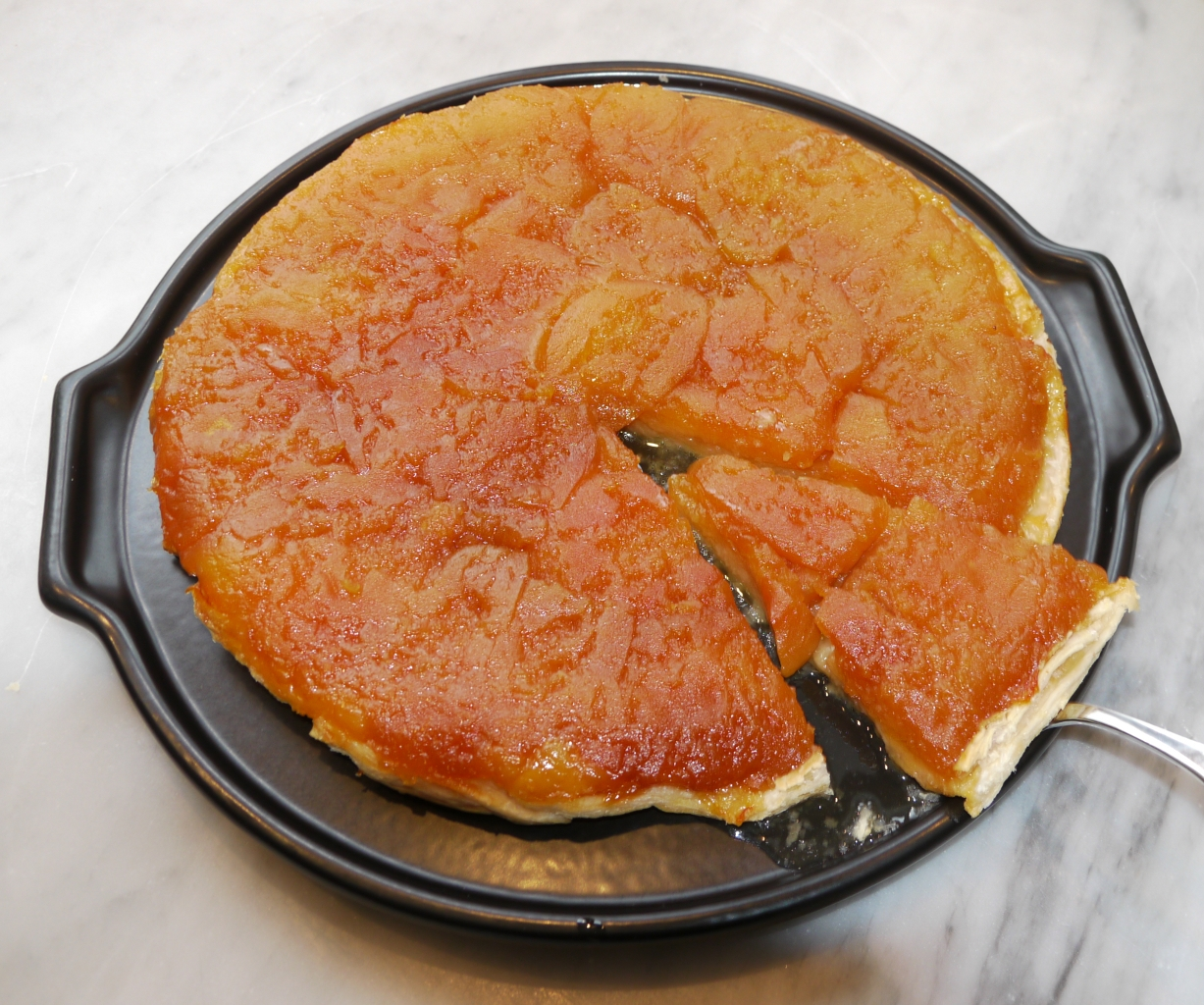
Tarte Tatin, phiên bản Pháp của bánh táo